# Jonkowo
Jonkowo (deutsch Jonkendorf, älter Johnkendorf) ist ein Dorf und Amtssitz der Gmina Jonkowo im Powiat Olsztyński (Kreis Allenstein) der polnischen Woiwodschaft Ermland-Masuren.

## Geographische Lage
|  |

Jonkowo liegt im Ermland im historischen Ostpreußen, etwa zwölf Kilometer nordwestlich von Olsztyn (deutsch Allenstein).

## Geschichte

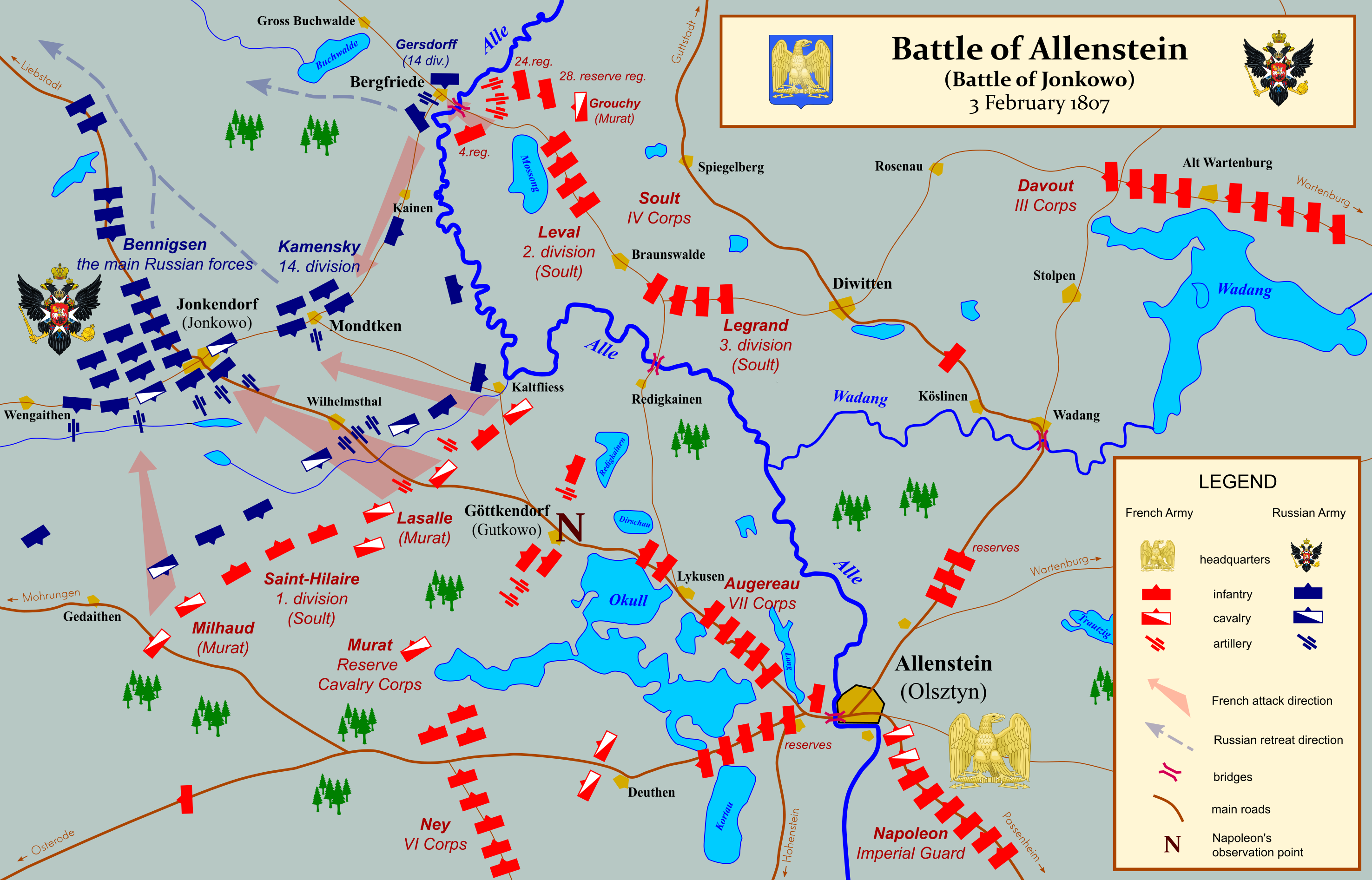
Plan der „Schlacht bei Jonkendorf“ (auch: „Schlacht bei Allenstein“) 1807

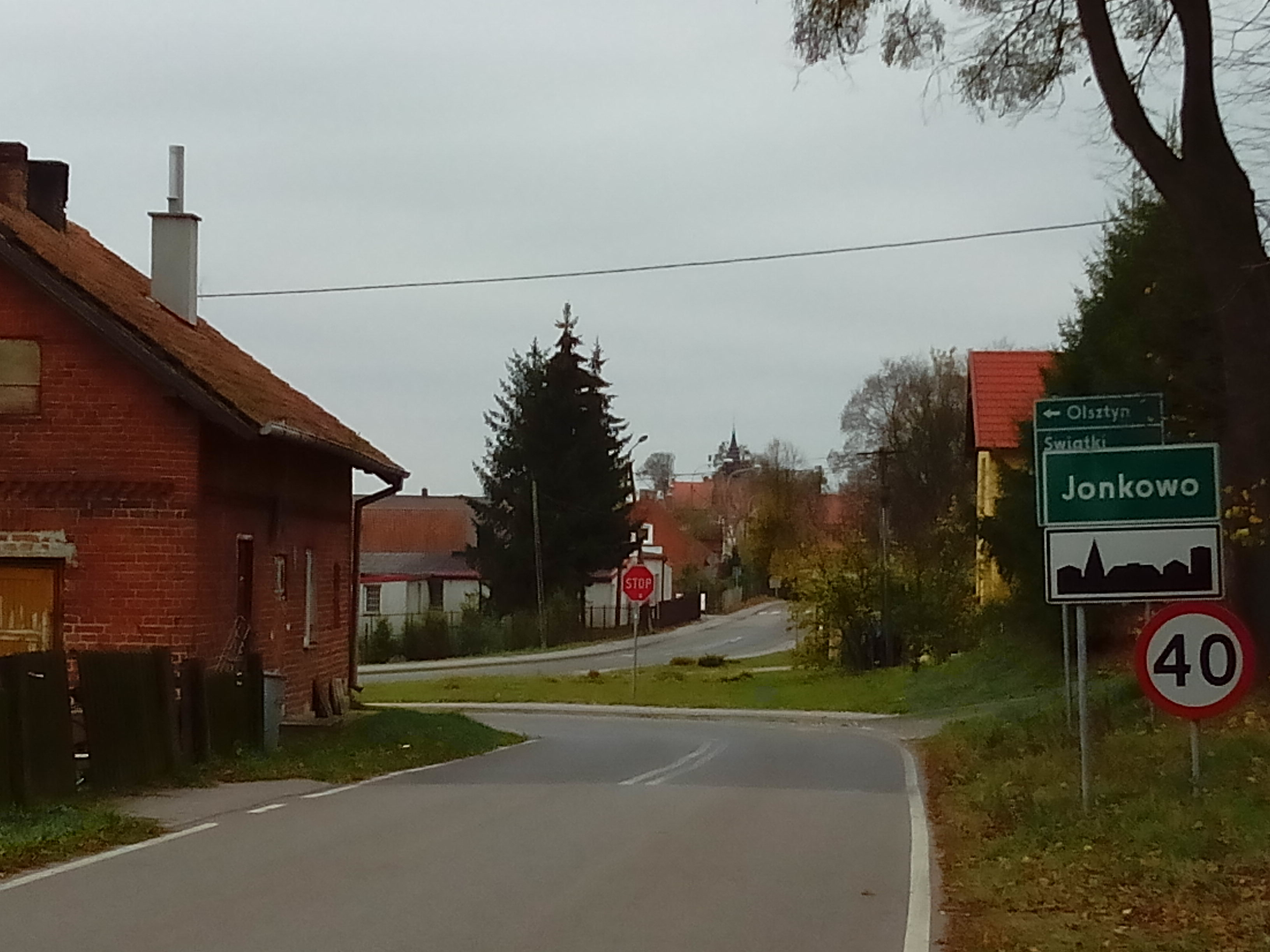
Dorfpartie

### Ortsgeschichte
Das Dorf wurde im Herrschaftsbereich des Deutschen Ordens gegründet. Im Jahr 1345 überließ der ermländische Bischof Hermann von Prag  mit Zustimmung des Domkapitels dem Lokator Joneke ein Stück Land zur Gründung des Dorfs. Nach dem Zweiten Frieden von Thorn im Jahr 1466 kam Ermland bei der Zweiteilung des Deutschordensstaats Preußen als Fürstbistum Ermland zum autonomen Preußen Königlichen Anteils, das sich freiwillig der Oberhoheit der Krone Polens unterstellt hatte. Im Zuge der ersten polnischen Teilung kam Jonkendorf 1772 zu Preußen.
Im Februar 1807 tobten in der Gegend um Jonkendorf Kämpfe der „Schlacht bei Allenstein“ – regional „Schlacht bei Jonkendorf“ genannt, zwischen russischen und französischen Truppen, in der schließlich Napoleon den Sieg errang.
Jonkendorf gehörte von 1818 bis 1945 zum Landkreis Allenstein im Regierungsbezirk Königsberg der Provinz Ostpreußen.
Am 7. Mai 1874 wurde Jonkendorf Amtsdorf und damit namensgebend für einen Amtsbezirk im Kreis Allenstein im Regierungsbezirk Königsberg (ab 1905: Regierungsbezirk Allenstein der preußischen Provinz Ostpreußen). Der Bezirk bestand bis 1945.
Aufgrund der Bestimmungen des Versailler Vertrags stimmte die Bevölkerung im Abstimmungsgebiet Allenstein, zu dem Jonkendorf gehörte, am 11. Juli 1920 über die weitere staatliche Zugehörigkeit zu Ostpreußen (und damit zu Deutschland) oder den Anschluss an Polen ab. In Jonkendorf stimmten 620 Einwohner für den Verbleib bei Ostpreußen, auf Polen entfielen 20 Stimmen.
Im Zweiten Weltkrieg eroberte die Rote Armee Ende Januar 1945 Jonkendorf und unterstellte es im März/April 1945 der Verwaltung der Volksrepublik Polen. Diese führte für Jonkendorf die Ortsbezeichnung Jonkowo ein. Danach begann in der Woiwodschaft Allenstein die „Verifizierung“ des nach Flucht und Vertreibung der Deutschen noch vorhandenen Drittels der Einwohner und ab 1946/47 die planmäßige Besiedelung mit Polen mit dem Ergebnis, dass 1950 noch 18,5 Prozent der Einwohner der Vorkriegsbevölkerung angehörten.
Von 1946 bis 1954 war das Dorf Jonkowo Sitz der Gmina Wrzesina (Alt Schöneberg), die in den Powiat Olsztyński eingegliedert wurde. Am 1. Januar 1973 wurde die Gmina aufgelöst.
Im Jahre 2021 zählte Jonkowo 2.478 Einwohner.

### Bevölkerungsentwicklung bis 1945
| Jahr | Einwohner | Anmerkungen                                            |
| ---- | --------- | ------------------------------------------------------ |
| 1816 | 286       | [ 6 ]                                                  |
| 1858 | 548       | davon fünf Evangelische, 539 Katholiken und vier Juden |
| 1864 | 592       | am 3. Dezember                                         |
| 1871 | 600       | [ 9 ]                                                  |
| 1905 | 859       | [ 10 ]                                                 |
| 1933 | 827       | [ 11 ]                                                 |
| 1939 | 779       | [ 11 ]                                                 |

### Amtsbezirk Jonkendorf (1874–1945)
Der Amtsbezirk Jonkendorf wurde 1874 mit sechs Kommunen gebildet. Bis auf einen Ort blieben alle bis 1945 zugehörig:
| Deutscher Name                      | Polnischer Name |
| ----------------------------------- | --------------- |
| Buchwald, Forst Forsthaus Steinberg |                 |
| Jonkendorf                          | Jonkowo         |
| Mondtken                            | Mątki           |
| Polleiken                           | Polejki         |
| Steinberg (Dorf)                    | Łomy            |
| Wengaithen                          | Węgajty         |

### Partnergemeinden
Badbergen in Niedersachsen ist Partnergemeinde von Jonkowo.

## Kirche

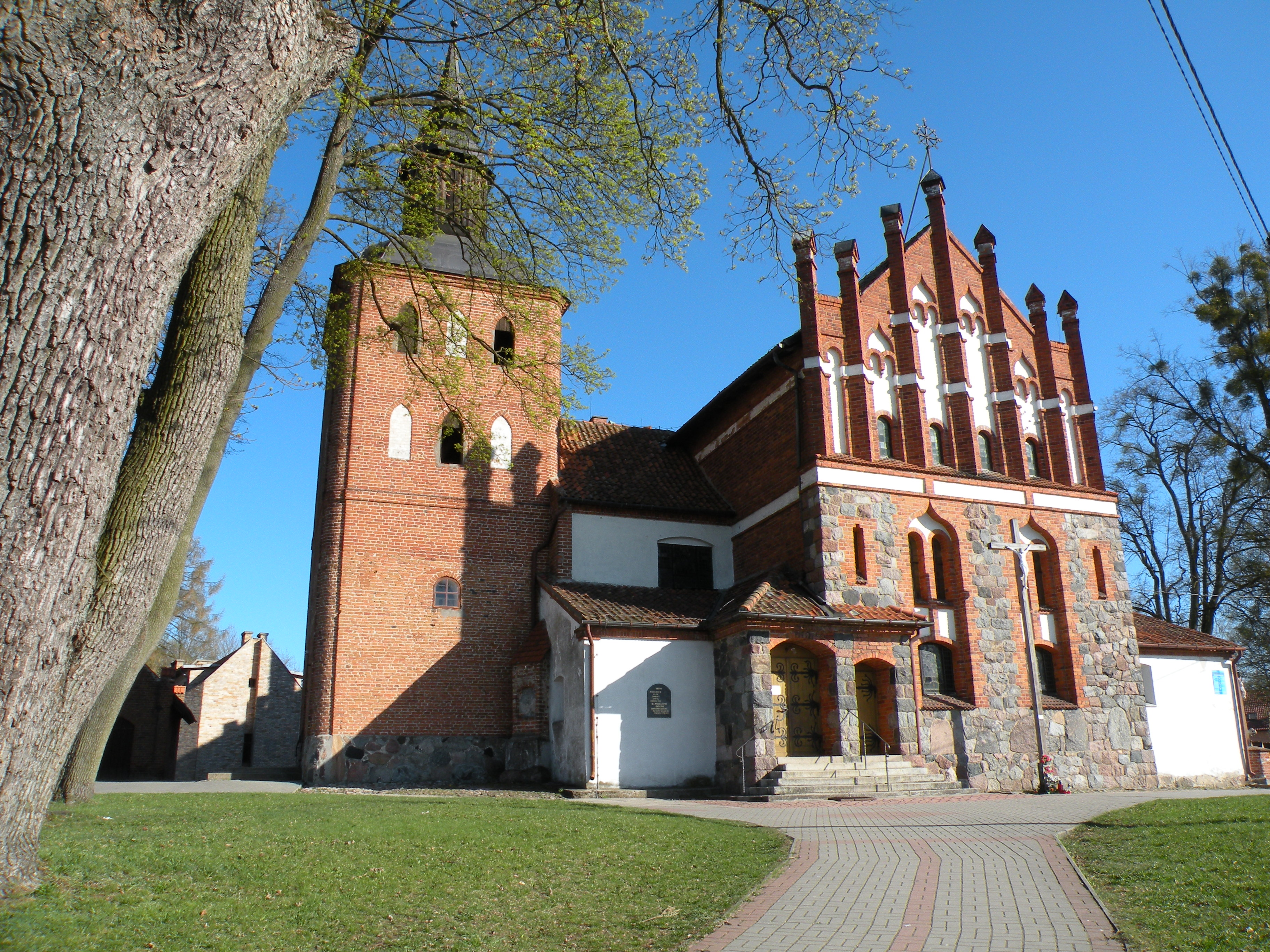
Dorfkirche

### Römisch-katholisch
Jonkendorf resp. Jonkowo ist ein altes Kirchdorf. Die römisch-katholische Pfarrei umfasst heute die Dörfer Jonkowo (Jonkendorf), Mątki (Mondtken), Łomy (Steinberg), Polejki (Polleiken) und Węgajty (Wengaithen). Sie gehört zum Dekanat Łukta (Locken) im Erzbistum Ermland.

### Evangelisch
Jonkendorf wie auch Jonkowo war bzw. ist evangelischerseits nach Allenstein resp. Olsztyn orientiert. Hier ist die Christus-Erlöser-Kirche das zentrale Gotteshaus eines weitflächigen Kirchspiels, das vor 1945 zur Kirchenprovinz Ostpreußen der Kirche der Altpreußischen Union, seither zur Diözese Masuren der Evangelisch-Augsburgischen Kirche in Polen gehört.

## Verkehr

### Straße
Jonkowo liegt wenige Kilometer nördlich der polnischen Woiwodschaftsstraße 527 (einstige deutsche Reichsstraße 133), die die Städte Dzierzgoń (Christburg), Pasłęk (Preußisch Holland) und Morąg (Mohrungen) mit Olsztyn (Allenstein) verbindet und über den Abzweig Giedajty (Gedaithen) erreichbar.

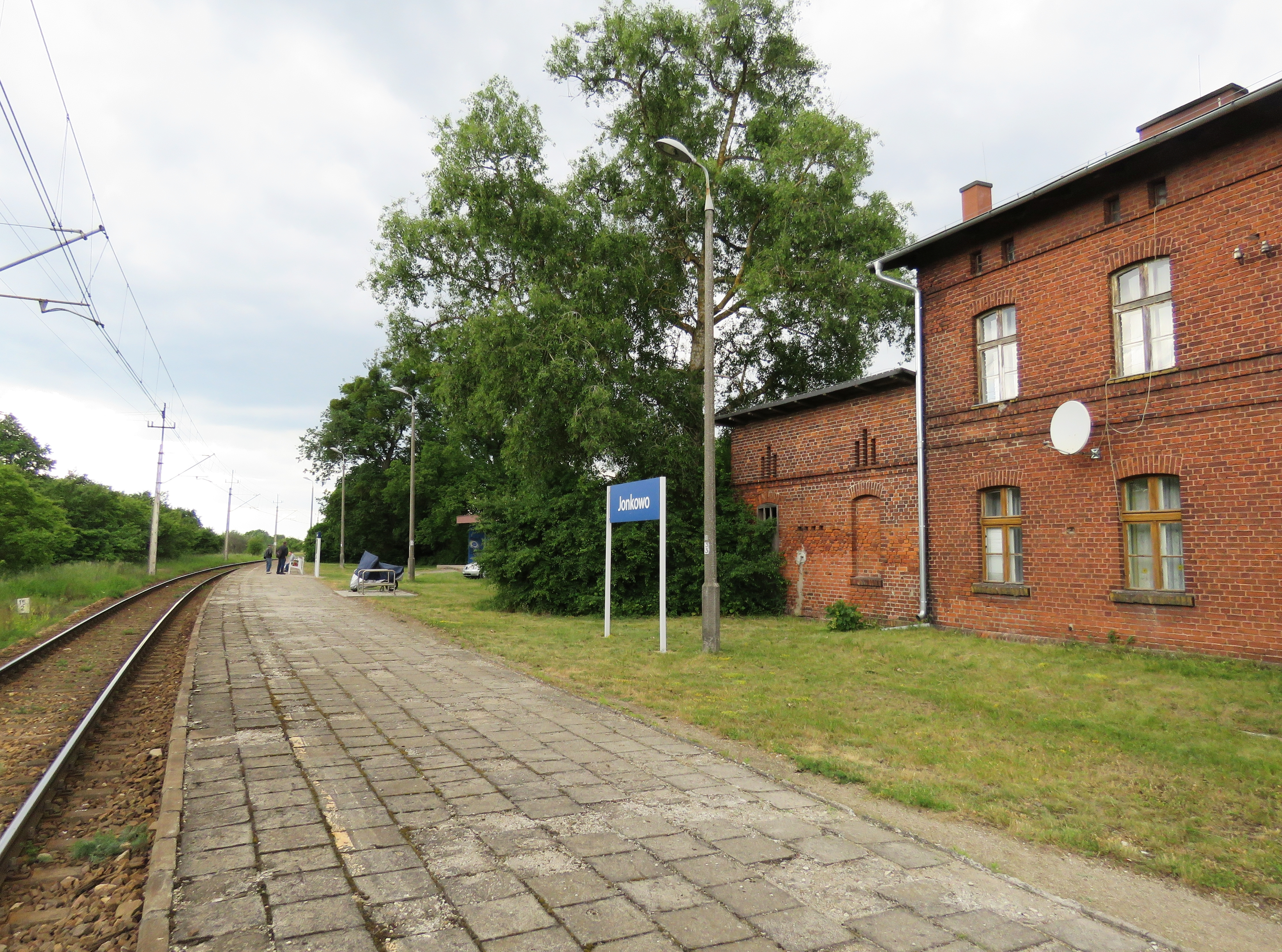
Bahnstation

Durch Jonkowo verlaufen zwei Kreisstraßen (polnisch Droga powiatowa, DP): die von Wilnowo (Willnau) kommende DP 1203N, die in Jonkowo endet, und die DP 1368N, die von Barkweda (Bergfriede) bis nach Stękiny (Stenkienen) führt.

### Schiene
Jonkendorf resp. Jonkowo ist seit 1883 Bahnstation und liegt an der heutigen PKP-Linie 220: Olsztyn–Bogaczewo. Der Bahnhof liegt 1,5 Kilometer südlich des Dorfes. Das Stationsgebäude wurde abgerissen, die Station als Bahnhof am 8. März 1991 geschlossen. Der heutige Haltepunkt verfügt über eine Bahnsteigüberdachung.

## Baudenkmäler
- Die katholische Pfarrkirche St. Johannis Baptista: Eine erste Kirche wurde 1350 bis 1375 errichtet, und im Jahre 1580 erfolgte eine erneute Kirchweihe. 1714/15 wurde das Gotteshaus um einen großen Glockenturm erweitert.[10] Das heutige Gebäude ist eine dreischiffige Basilika. Die Innenausstattung stammt aus dem 17. bis 20. Jahrhundert, darunter der geschnitzte Hochaltar von 1715 die Kanzel von Anfang des 18. und der Josephsaltar von Anfang des 20. Jahrhunderts.[17]

- Bauernhäuser: Nummer 63 ist das Pfarrhaus aus dem 18. Jahrhundert, Nr. 8/9 das Haus des Gemeindevorstehers, Nr. 82 stammt aus dem 19. Jahrhundert.[18]

- Zwei Wegkapellen stammen aus dem 19. Jahrhundert.[19]